# Алексеевская церковь (Рига)
Це́рковь Алекси́я, челове́ка Бо́жия — православный храм, существовавший в Риге с XVIII до начала XX века.
Была построена на развалинах монастыря Марии Магдалины, разрушенного во время осады Риги войсками Петра I в 1710 году.
В 1751—1761 годах, при генерал-губернаторе князе Владимире Долгоруком, герб которого находился на первой колонне от входа в храм, церковь была капитально перестроена, после чего только арка алтаря, готические окна и колонны напоминали о древней монастырской церкви. В Алексеевской церкви были похоронены:
- генерал-губернатор князь Владимир Долгоруков (ум. 1761),
- рижский генерал-губернатор князь Никита Репнин (ум. 1726),
- генерал-фельдцейхмейстер князь Василий Репнин (ум. 1749),
- генерал-аншеф Василий Лопухин,
- генерал-лейтенант Зубин, павший вместе с предыдущим в битве при Гросс-Егерсдорфе.

К 1914 году из всех надгробных памятников уцелела только маленькая бронзовая доска с именем капитана Меньшикова, умершего в 1754 году. В 1920-х годах Алексеевская церковь была перестроена в католический костёл Марии Магдалины.